# جون بوريدج
جون بوريدج (بالإنجليزية: John Burridge) هو لاعب كرة قدم ومدرب كرة قدم بريطاني في مركز حراسة المرمى، ولد في 3 ديسمبر 1951 في Workington ‏ في المملكة المتحدة. لعب مع أستون فيلا ودارلينجتون إف سى ودونفرملين أثلتيك وديربي كاونتي وشيفيلد يونايتد وغريمسبي تاون وكريستال بالاس وكوين أوف ساوث وكوينز بارك رينجرز ومانشستر سيتي ونادي أبردين ونادي إنفيلد ونادي بلاكبول ونادي دمبرتون ونادي ساوثهامبتون ونادي ساوثيند يونايتد ونادي سكاربورو ونادي غيتزهد ونادي فالكيرك ونادي لينكولن سيتي ونادي هيبرنيان ونادي ووركينغتون ونادي ويتون ألبيون ونوتس كاونتي ونورثامبتون تاون ونيوكاسل يونايتد ووولفرهامبتون واندررز.

## وصلات خارجية
- جون بوريدج على موقع قاعدة بيانات كرة القدم.إي يو (الإنجليزية)
- جون بوريدج على موقع Soccerbase.com (لاعب) (الإنجليزية)
- جون بوريدج على موقع عالم كرة القدم.نت (الإنجليزية)